# Procaïna
La procaïna o novocaïna és un anestèsic local del grup dels aminoèsters. Es fa servir principalment per a reduir el dolor de les injeccions intramusculars de penicil·lina i també l'usen els dentistes. El nom de novocaïna correspon en realitat a una marca registrada, Novocain. Aquesta droga actua principalment bloquejant la canal de sodi. Actualment s'usa terapeuticament en diversos països pels seus efectes simpatolítics, antiinflamatoris de perfusió i sobre l'humor.
La procaïna es va sintetitzar per primera vegada l'any 1905, poc després de l'amilocaïna. Va ser creada per Alfred Einhorn qui li va donar el nom comercial de Novocaine, del llatí nov- (nou) i -caine, un sufix comú pels alcaloides usats com anestèsics.

## Efectes secundaris adversos
Els efectes secundaris deguts a la procaïna són molt poc freqüents. Estudis fets en animals mostren que la procaïna incrementa els nivells de la dopamina i de la serotonina al cervell. La dosi màxima recomanada és de 10 mg/Kg. Les reaccions al·lèrgiques són poc freqüents i són degudes al seu metabolit PABA.